# Brădișoru de Jos, Caraș-Severin
Brădișoru de Jos (până în 1956 Măidan, în maghiară Majdán) este un sat ce aparține orașului Oravița din județul Caraș-Severin, Banat, România.

## Legături externe

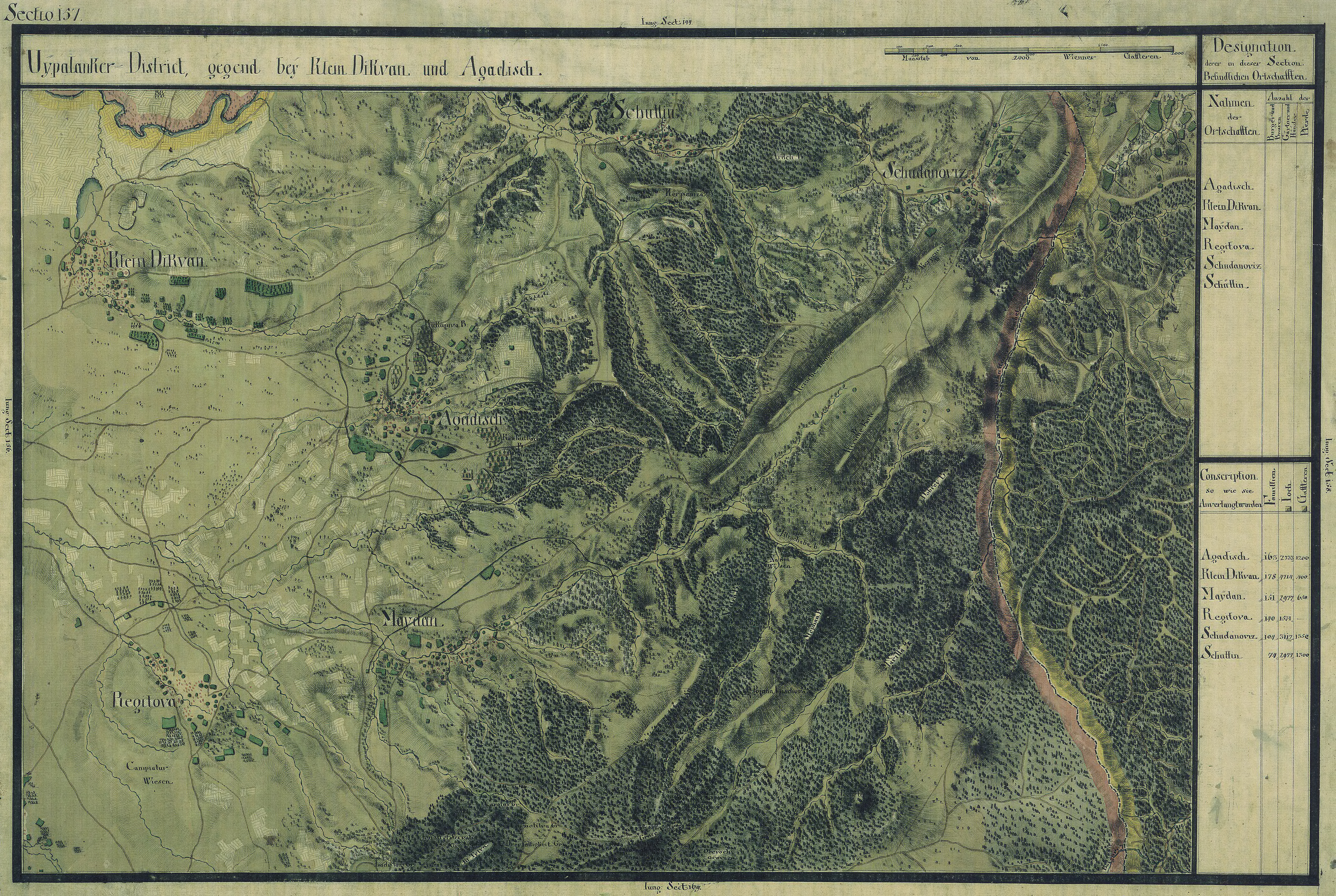
Brădișoru de Jos în Harta Iosefină a Banatului, 1769-72